# Faux du cerveau

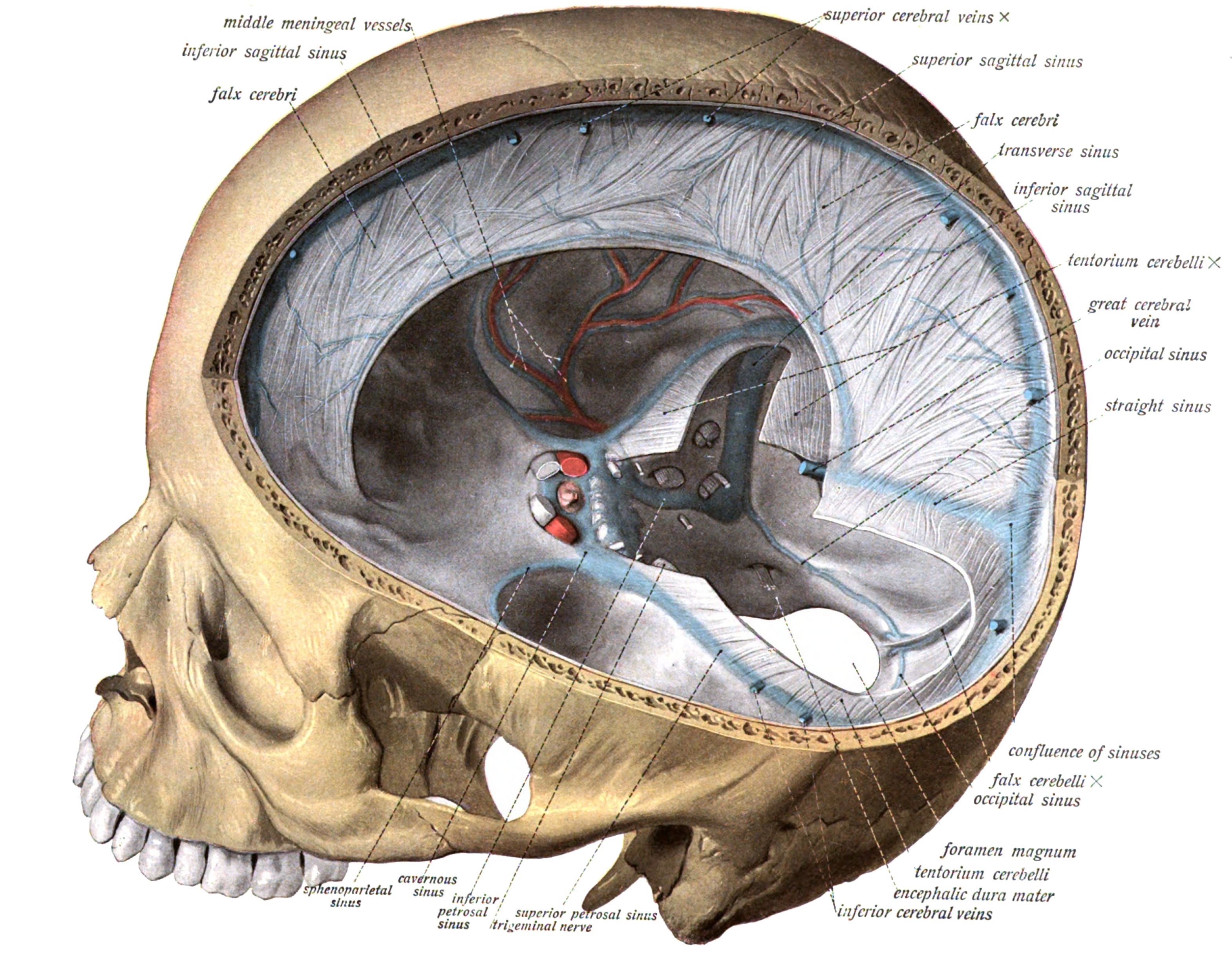
Faux du cerveau par rapport au crâne.

La faux du cerveau (ou falx cerebri) est une cloison verticale ou septum en forme de faux se localisant dans la fissure longitudinale du cerveau entre les deux hémisphères cérébraux. Sa hauteur maximale est d'environ 5 cm postérieurement puis elle diminue d'arrière en avant où elle ne mesure plus que 1 cm.
Son bord supérieur convexe contient le sinus sagittal supérieur et est attaché au crâne via l’os pariétal. Son bord inférieur, plus fin, concave et libre, se situe au dessus du corps calleux et contient le sinus sagittal inférieur. Sa base postérieure contient le sinus droit.
La faux du cerveau est une portion de dure-mère (une des trois membranes de protection et de recouvrement du système nerveux central) qui se forme par l'accolement de deux feuillets méningés internes de la dure-mère. 
Elle s’insère en avant, par son sommet, au processus crista galli de l’os ethmoïde, en haut, par son bord supérieur, de chaque côté de la face interne de la suture sagittale depuis le foramen cæcum de l'os frontal jusqu'à la protubérance occipitale interne, et en arrière, par sa base postérieure, sur la crête médiane de la tente du cervelet.